# Squaloliparis dentatus
Squaloliparis dentatus és una espècie de peix pertanyent a la família dels lipàrids i l'única del seu gènere.

## Descripció
- Fa 35,4 cm de llargària màxima.[5]

## Hàbitat
És un peix marí i batipelàgic que viu entre 120 i 900 m de fondària.

## Distribució geogràfica
Es troba a les costes del mar d'Okhotsk a Hokkaido i la costa occidental de Kamtxatka.

## Observacions
És inofensiu per als humans.